# Clubiona golovatchi
Clubiona golovatchi là một loài nhện trong họ Clubionidae.
Loài này thuộc chi Clubiona. Clubiona golovatchi được miêu tả năm 1990 bởi Mikhailov.